# Goszczewice (gromada)
Goszczewice – dawna gromada, czyli najmniejsza jednostka podziału terytorialnego Polskiej Rzeczypospolitej Ludowej w latach 1954–1972.
Gromady, z gromadzkimi radami narodowymi (GRN) jako organami władzy najniższego stopnia na wsi, funkcjonowały od reformy reorganizującej administrację wiejską przeprowadzonej jesienią 1954 do momentu ich zniesienia z dniem 1 stycznia 1973, tym samym wypierając organizację gminną w latach 1954–1972.
Gromadę Goszczewice siedzibą GRN w Goszczewicach utworzono – jako jedną z 8759 gromad na obszarze Polski – w powiecie radomskim w woj. kieleckim, na mocy uchwały nr 13i/54 WRN w Kielcach z dnia 29 września 1954. W skład jednostki weszły obszary dotychczasowych gromad Goszczewice, Ostrołęka, Marysin i Dąbrowa ze zniesionej gminy Przytyk w tymże powiecie. Dla gromady ustalono 10 członków gromadzkiej rady narodowej.
1 stycznia 1956 gromada weszła w skład nowo utworzonego powiatu przysuskiego w tymże województwie.
Gromadę zniesiono 31 grudnia 1959, a jej obszar włączono do gromady Wir w powiecie przysuskim (wsie Marysin i Dąbrowa oraz kolonię Dąbrowa) oraz do gromady Wrzos w powiecie radomskim (wsie Goszczewice i Ostrołęka oraz kolonie Ostrołęka, Podkanna-Chronów i Stefanówka).